# アフメト・ダウトオール
アフメト・ダウトオール（アフメット・ダーヴトオール、トルコ語: Ahmet Davutoğlu、1959年2月26日 -）は、トルコの学者、政治家。現在、未来党党首。同国首相、公正発展党党首を歴任した。ダウトオウルとも表記される。

## 経歴
1959年2月26日にコンヤ県に誕生する。1983年にボアズィチ大学政治学部・経済学部を卒業し、後に同大学で行政学修士号と政治学博士号取得。同大学ではトゥルグト・オザルの顧問でもあった著名なトルコ学者で中国学者のディミトリー・キツィキスの講義を受けたことは後の外交政策に影響を与えたとされる。1990年、マレーシア国際イスラーム大学助教となり、1993年に同大准教授及び政治学科長、1995年から2004年までベイケント大学で国際学部教授及び学部長、他に士官学校及び軍事学校の客員講師（1998年 - 2002年）などを務めた。
2002年11月に外交担当の首相主席顧問に任命され、2009年5月1日には外務大臣に就任した。同年10月のアルメニアとの国交回復においてはその立役者と言われる。また、2011年のトルコ大国民議会選挙ではコンヤ選挙区から立候補して当選し、議員ともなっている。
2014年の大統領選挙で当選したレジェップ・タイイップ・エルドアンより後継の公正発展党党首に指名され、同年8月27日の臨時党大会で党首に選出された。翌8月28日エルドアン首相が大統領に就任し、後任の首相となった。
2015年秋ごろより大統領権限を強化する憲法改正をめぐってエルドアン大統領と対立するようになり、2016年5月5日に首相と公正発展党党首を辞任すると表明した。その後は公正発展党にいながらエルドアン政権に対する批判を強め、2019年12月12日に自らが党首となった新党・未来党の結成を内務省に届け出、翌13日に正式発表した。

## 人物
家族は妻及び5人の子。母語に加えアラビア語・英語・ドイツ語を話す。
2011年11月に発表されたアメリカの『フォーリンポリシー』誌「世界の思索家100人」に選ばれている。

## 著書
- Stratejik Derinlik: Türkiye'nin Uluslararası Konumu（Küre Yayınları, 2001, 2011）
  - 『文明の交差点の地政学――トルコ革新外交のグランドプラン』書肆心水、2020年、ISBN 4910213090

中田考監訳、中田考、メフメト・ファーティヒ本田恭介、久間達也訳